# Ronny Philp
Ronny Philp (Subiu, 28 januari 1989) is een Roemeens-Duitse professioneel voetballer die bij voorkeur als linkerverdediger speelt. Hij verruilde in augustus 2015 FC Augsburg voor 1. FC Heidenheim.

## Clubcarrière
Philp werd in 2002 opgenomen in de jeugdopleiding van SpVgg Greuther Fürth. Een debuut in het eerste team hiervan bleef uit, waarna hij in 2011 overstapte naar Jahn Regensburg, op dat moment actief in de 3. Liga. Hier speelde hij zich in de belangstelling van FC Augsburg, dat hem in juli 2012 transfervrij inlijfde. Philp debuteerde hiermee in het seizoen 2012/13 in de Bundesliga.